# بيت الاحباس (حزم العدين)

تعديل مصدري - تعديل

بيت الاحباس محلة تابعة لقرية المراون، التابعة لعزلة الابعون بمديرية حزم العدين إحدى مديريات محافظة إب في الجمهورية اليمنية، بلغ تعداد سكانها 47 حسب تعداد اليمن لعام 2004.